# Bögöt
Bögöt is een plaats (község) en gemeente in het Hongaarse comitaat Vas. Bögöt telt 391 inwoners (2001).